# Yun Jong-su
Yun Jong-Su (3 de enero de 1962) es un entrenador de fútbol norcoreano. Anteriormente fue el entrenador de Corea del Norte

## Carrera
Desde el 2004 hasta el 2005 dirigió a Corea del Norte.
En el 2011 es contratado para que sea el entrenador por segunda vez de Corea del Norte, consiguiendo ganar por segunda vez la Copa Desafío de la AFC del 2012 celebrada en Nepal, pero no consiguió clasificar al mundial de 2014 que se celebraría en Brasil. 
Estuvo al mando de la selección sub-23 de Corea del Norte, en los Juegos asiáticos de Incheon 2014, en donde llegaría a la final del certamen siendo eliminado por el local por uno a cero, en el tiempo extra. Tras el final del partido realizó duras declaraciones en contra de los árbitros del juego, por esto la AFC le otorgaría un castigo de suspensión de un año, esto como consecuencia sería removido de todos los cargos que tenía en la selección de Corea del Norte.
En el 2019, debido a los malos resultados del entrenador Kim Yong Jun en la Copa Asiática 2019, Se convierte en el reemplazante y en actual entrenador de Corea del Norte.

## Clubes
| Club                      | País            | Año               |
| ------------------------- | --------------- | ----------------- |
| Selección nacional        | Corea del Norte | 2003 - 2005       |
| Selección nacional        | Corea del Norte | 2011 - 2013       |
| Selección nacional sub-23 | Corea del Norte | 2014              |
| Selección nacional sub-23 | Corea del Norte | 2016              |
| Selección nacional        | Corea del Norte | 2019 - Actualidad |

## Palmarés

### Campeonatos internacionales
| Título                 | Club                                   | País  | Año  |
| ---------------------- | -------------------------------------- | ----- | ---- |
| Copa Desafío de la AFC | Selección de fútbol de Corea del Norte | Nepal | 2012 |